# 碳酸乙叉酯
碳酸乙烯酯（英語：Ethylene carbonate，缩寫EC）是结构式为(CH2O)2CO的有机化合物，可看作碳酸和乙二醇酯化形成的环状碳酸酯，在室温（25°C）下为無色透明晶體，易溶於水，在其熔点（34-37°C）以上，它是無色無味的液體。

## 製備方式及會進行的反應
碳酸乙烯酯可由在不同種的陽離子和錯合物催化下，由環氧乙烷和二氧化碳反應製得：
{\displaystyle {\ce {(CH2)2O +CO2->(CH2O)2CO}}}
在實驗室中，碳酸乙烯酯也可由在150℃溫度，3千帕的壓力下，在氧化鋅的催化下由尿素和乙二醇的反應製得：
{\displaystyle {\ce {(NH2)2CO +HO-CH2-CH2-OH->(CH2O)2CO +2NH3}}}
碳酸乙烯酯（和碳酸丙烯酯）可由和甲醇進行的酯交換反應轉化為碳酸二甲酯（一種溶劑和溫和的甲基化試劑）：
{\displaystyle {\ce {(CH2O)2CO +2 CH3OH ->CH3OC(O)OCH3 +HO-CH2-CH2-OH}}}

## 應用
碳酸乙烯酯的分子偶极矩為4.9 D，可作為 极性溶剂 。
碳酸乙烯酯可作為在鋰電池和鋰離子電池中的高電容率的電解質組成。其他組成成分如碳酸二甲酯、碳酸甲乙酯、碳酸二乙酯和乙酸甲酯可以被加入電解質中以降低其黏性和熔點。

碳酸乙烯酯也可作為塑化劑，和碳酸亞乙烯酯，一種可用於化學合成或生成聚合物的化學物質，的前驅物。
草醯氯在商業製備上由對於碳酸乙烯酯的光氯化反應生成碳酸四氯乙烯酯作為前驅物：{\displaystyle {\ce {(CH2O)2CO +4Cl2->(CCl2O)2CO +4HCl}}}
碳酸四氯乙烯酯可在有三級胺或醯胺的催化下，降解為草醯氯。{\displaystyle {\ce {(CCl2O)2CO->(COCl)2 +COCl2}}}